# Gare de Parthenay
La gare de Parthenay est une gare ferroviaire française, des lignes de Chartres à Bordeaux-Saint-Jean et de Neuville-de-Poitou à Bressuire. Elle est située place de la Gare, en limite est du centre-ville de Parthenay, dans le département des Deux-Sèvres, en région Nouvelle-Aquitaine.
Parthenay est mise en service en 1882 par l'Administration des chemins de fer de l'État (État) et fermée aux dessertes voyageurs, par la Société nationale des chemins de fer français (SNCF) en 1980. Depuis, le bâtiment voyageurs dispose toujours d'un guichet ouvert pour l'achat de billets de train.

## Situation ferroviaire
Établie à 65 mètres d'altitude, la gare de Parthenay est située au point kilométrique (PK) 370,238 de la ligne de Chartres à Bordeaux-Saint-Jean, entre les gares de Gourgé et de Saint-Pardoux-en-Gâtine (la ligne est fermée de Thouars à Parthenay, et seuls les trains de fret circulent de Parthenay à Niort).
Gare de bifurcation, Parthenay est également située au PK 38,839 de la ligne de Neuville-de-Poitou à Bressuire (section non exploitée en direction de Neuville-de-Poitou et fermée en direction de Bressuire).

## Histoire
La gare de Parthenay est établie à l'est du centre-ville peu après le viaduc sur le Thouet, elle est mise en service le 16 octobre 1882, par l'Administration des chemins de fer de l'État (État), lorsqu'elle ouvre à l'exploitation sa ligne de Niort à Montreuil-Bellay.
Parthenay devient une gare de bifurcation le 19 mars 1883, lorsque la Compagnie du chemin de fer de Bressuire à Poitiers ouvre à l'exploitation la section de Neuville-de-Poitou à Partenay. Cette compagnie est absorbée par l'État avant l'ouverture, le 5 juin 1887, de la deuxième section de Partenay à Bressuire.

La gare de Parthenay au début des années 1900
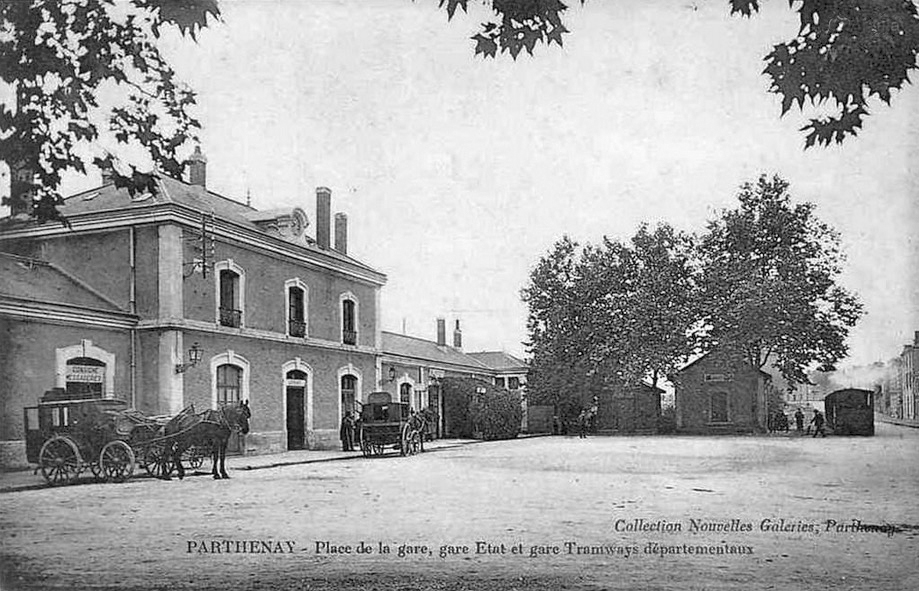
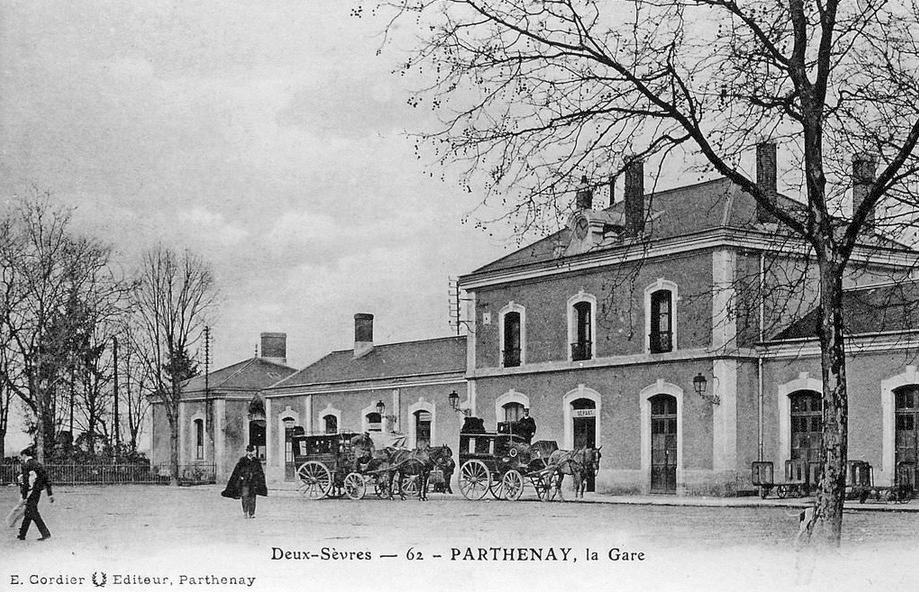

Pour la gare de Parthenay la fin du service ferroviaire des voyageurs intervient lors de la mise en place d'un transfert routier, des lignes desservant la gare, le 27 septembre 1980 lors de la  mise en place de l'horaire de l'hiver.

## Service des voyageurs

### Accès
Gare SNCF, elle dispose d'un bâtiment voyageurs, avec guichets, ouverte du lundi au vendredi (10h00-12h45 et 13h45-18h00). Elle est fermée les samedis, dimanches et fêtes.

### Desserte
Aucune desserte voyageurs ferroviaire n'est proposée.

### Intermodalité
Un parc pour les vélos et un parking pour les véhicules y sont aménagés.
La gare est desservie par des autocars TER permettant de rejoindre Poitiers et Nantes (via Bressuire). Elle est aussi desservie par les lignes 10 et 12 du réseau RDS qui permettent de rejoindre respectivement Thouars et Niort.